# Alexi Murdoch
Alexi Murdoch (* 27. prosince 1973, Londýn) je zpěvák a skladatel. Do USA přišel, aby studoval filosofii na Duke University.
Jednou z jeho nejpopulárnějších písní je Orange Sky, která byla mnohokrát použita ve filmech a seriálech, včetně The OC, House, Útěk z vězení, Ugly Betty a Ladder 49.

## Diskografie
LPs
- Time Without Consequence, 2006
- Towards the Sun, 2009

EP
- Four Songs, 2002 (EP)